# Tetraria ligulata
Tetraria ligulata är en halvgräsart som först beskrevs av Johann Otto Boeckeler, och fick sitt nu gällande namn av Charles Baron Clarke. Tetraria ligulata ingår i släktet Tetraria och familjen halvgräs. Inga underarter finns listade i Catalogue of Life.